# Rue Belliard (Bruxelles)
Pour les articles homonymes, voir Rue Belliard.
La rue Belliard (en néerlandais : Belliardstraat) est une rue bruxelloise de la commune de Bruxelles-ville et d'Etterbeek qui relie le cœur de Bruxelles au parc du Cinquantenaire. Il s'agit d'une voirie en sens unique à cinq bandes de circulation. C'est une des artères de sortie de la ville à la plus forte densité automobile.
La numérotation des habitations va de 3 à 205 pour le côté impair et de 2A à 262 pour le côté pair. La première partie de la rue Belliard est principalement occupée par des bureaux, tandis que la seconde partie accueille également du logement.
La rue Belliard débute au carrefour formé avec l'avenue des Arts et croise successivement rue du Commerce, rue de l'Industrie, rue de la Science, rue Marie de Bourgogne, rue d'Arlon, rue de Trèves, rue d'Ardenne, rue De Pascale, rue du Remorqueur, et rue Van Maerlant, ainsi que la place Jean Rey et le parc Léopold, la chaussée d'Etterbeek, la rue Froissart, rue Jean-André de Mot et rue de Breydel, pour aboutir au croisement avec l'avenue d'Auderghem.
Le tracé de la première partie de la rue Belliard (entre l'avenue des Arts et la rue Van Maerlant) date de 1855, tandis que la seconde partie a été tracée en 1869.

## Historique

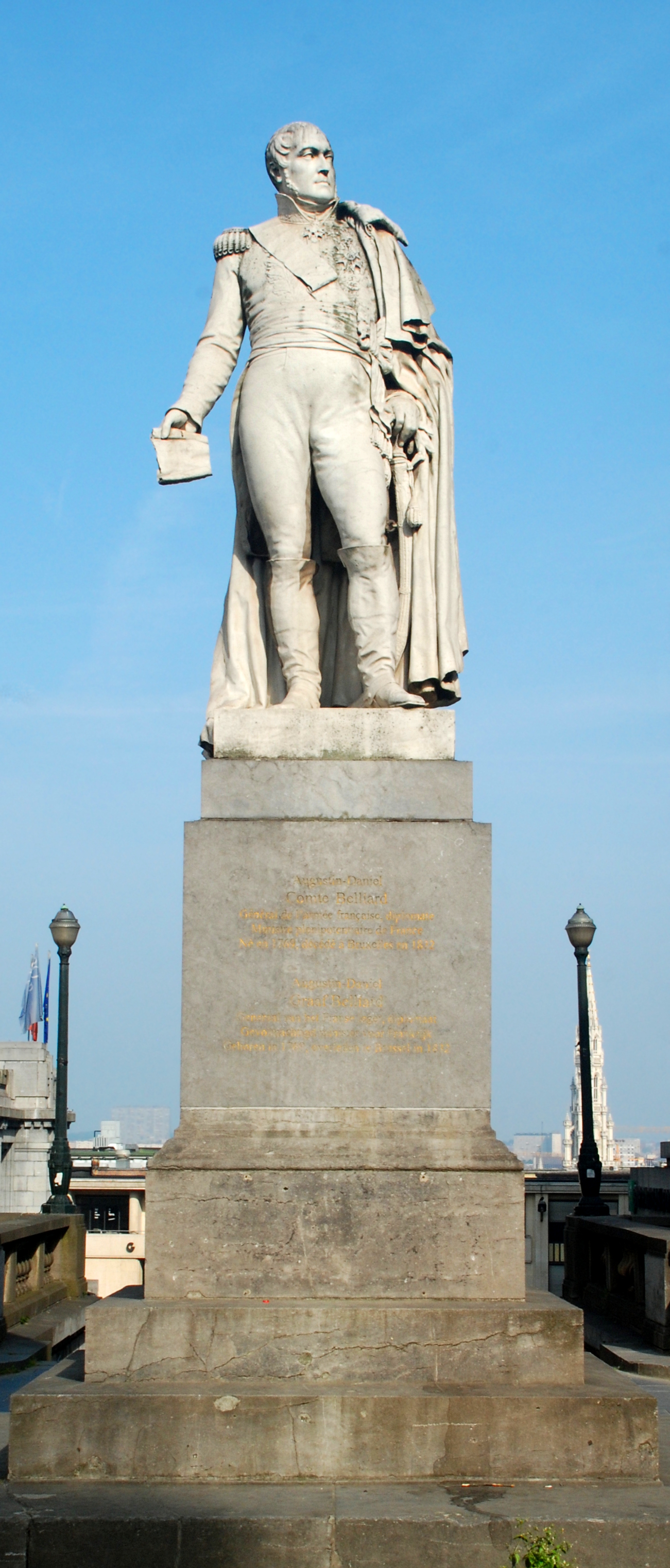
Monument au général Belliard.

La rue porte le nom du comte Augustin-Daniel Belliard (1769-1832), général de cavalerie, et nommé Ier Ambassadeur de France en Belgique (Ambassade de France en Belgique), à la suite de la révolution belge de 1830.
La rue fut nommée en son honneur, pour services rendus au Royaume de Belgique: lorsqu'en 1831, les Pays-Bas rejetèrent l'accession au trône de Léopold Ier et envoyèrent une armée néerlandaise en Belgique, Louis-Philippe d'Orléans, Roi des Français, envoya alors une armée de 50 000 hommes pour arrêter l'offensive néerlandaise. Enfin le 15 novembre 1831, un traité constituait définitivement la Belgique en État indépendant.
Le 28 janvier 1832, avant de pouvoir rejoindre l'Espagne pour y occuper le poste d'Ambassadeur de France, à Madrid, Espagne, le comte Belliard décède soudainement dans le parc de Bruxelles, frappé d'une attaque d'apoplexie , au moment où il sortait du palais du roi Léopold Ier.
Une statue à son honneur fut érigée à Bruxelles, en bordure du parc, au débouché de la rue Baron Horta.
A l'emplacement du croissement de la rue Belliard et de l'avenue des Arts se trouvait la porte Léopold, jusqu'à la suppression de l'octroi en 1860

## Bâtiments remarquables et adresses notables

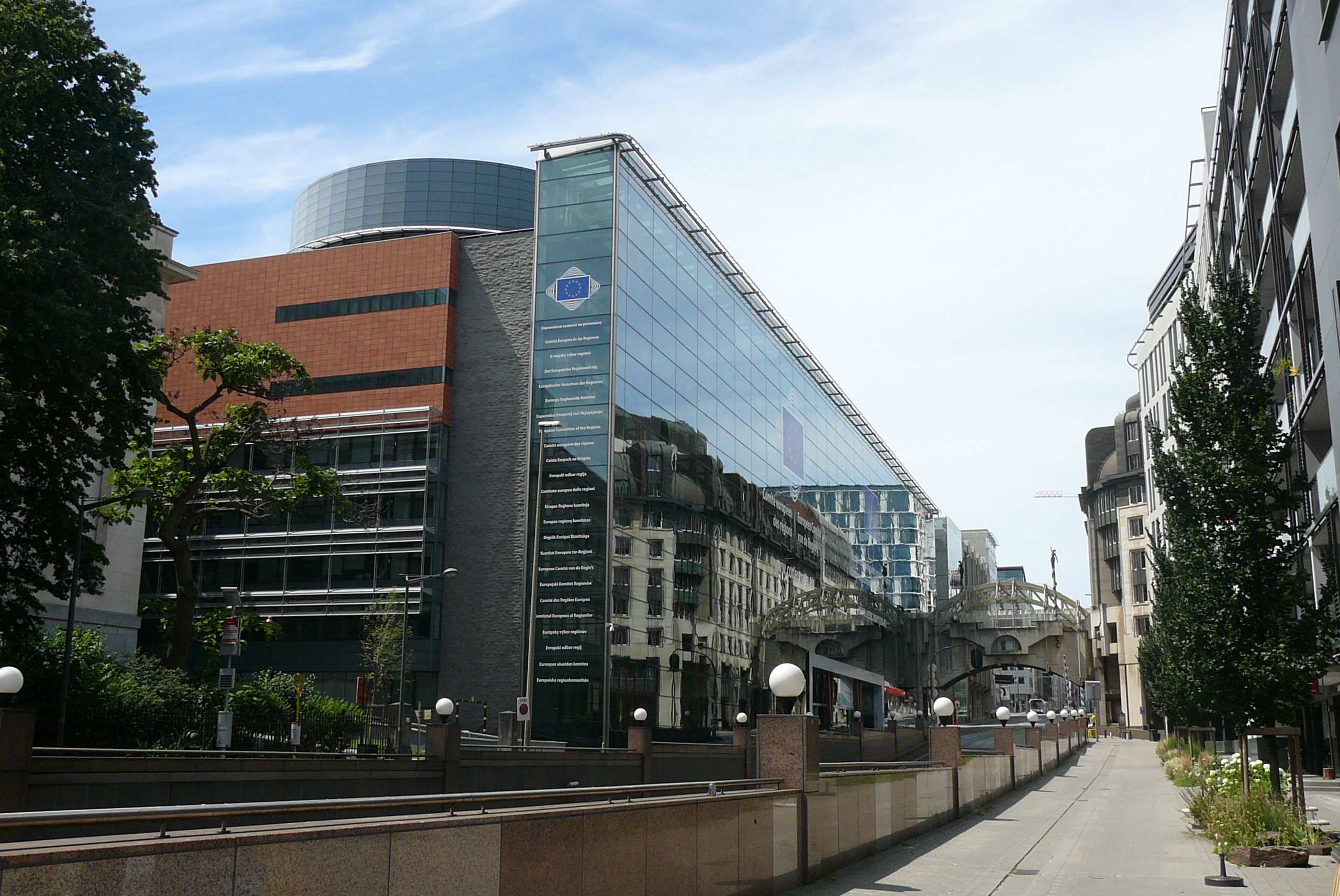
Bâtiment Jacques Delors, rue Belliard 99-101.

- nos 7, 28 : services administratifs de la Commission européenne
- no 14 : immeuble de bureaux orné d'un mur végétal
- nos 15-17 : ambassade de Bosnie-Herzégovine
- nos 14-18 : le Bureau Fédéral du Plan
- nos 25-33 : siège social de la Loterie Nationale de Belgique
- nos 41-43 : représentation permanente de la Lituanie auprès de l'Union européenne
- no 58 : le siège de l'Institut Goethe de Bruxelles
- nos 60-62 : représentation permanente de Baden-Württemberg (Land allemand) auprès de l'Union européenne
- no 65 : bureau de la Croix Rouge auprès de l'Union européenne
- nos 99-101 : bureaux du Comité économique et social européen et du Comité des régions (Bâtiment Jacques Delors)
- no 100: Service Européen pour l'Action Extérieure
- no 135 : le bâtiment Eastman accueillant des services administratifs du Parlement européen et la Maison de l'Histoire européenne[2]
- no 135A : Lycée Émile Jacqmain
- no 137 : la Bibliothèque Solvay
- no 143 : maison éclectique construite en 1907 par Paul Picquet
- no 199 : siège de la Greenpeace European Unit

Il est à souligner qu'une partie des immeubles situés entre les nos 143 et 197 sont repris à l'inventaire du patrimoine architectural de la Région de Bruxelles-Capitale

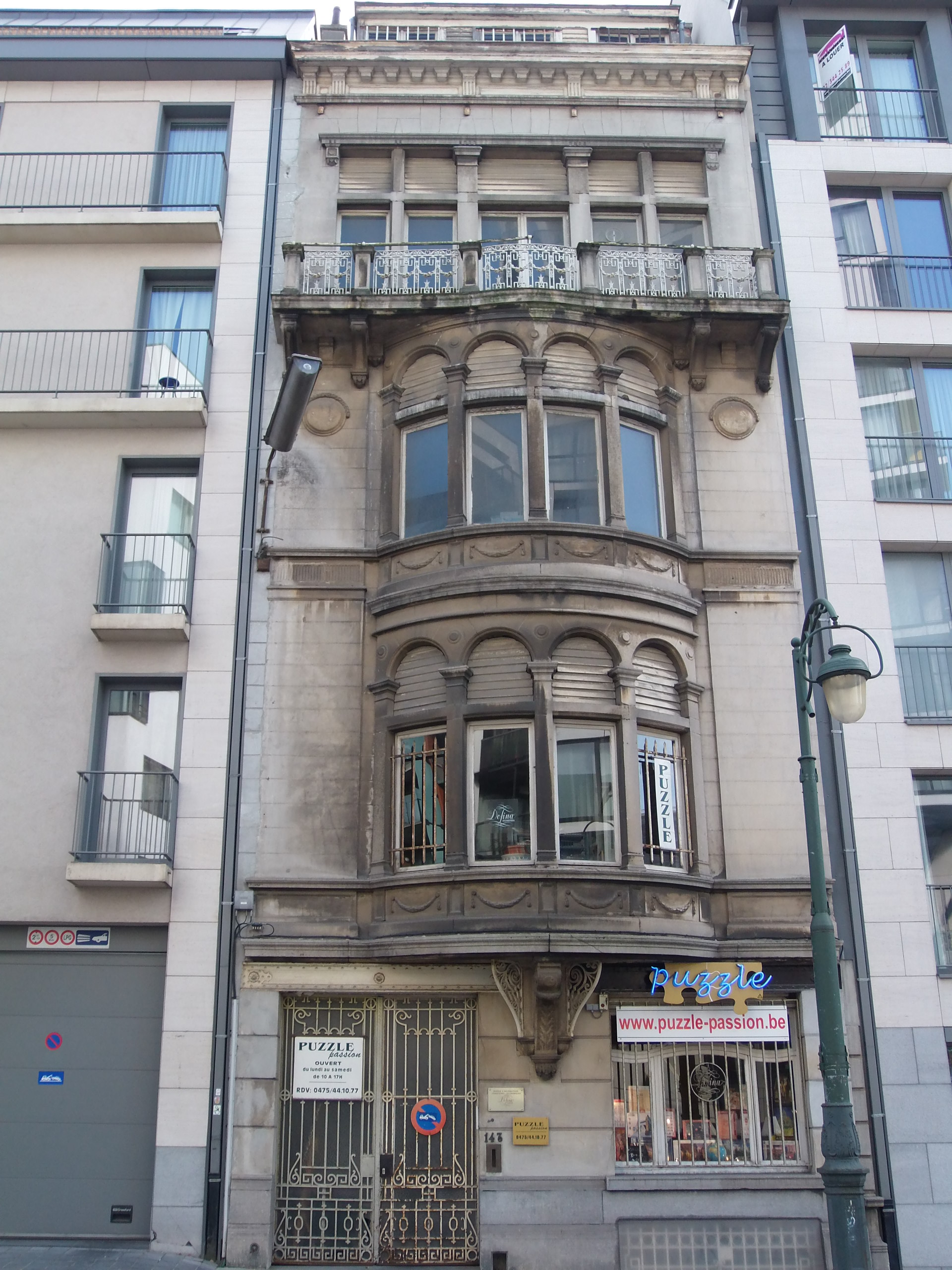
Rue Belliard 143, maison éclectique construite en 1907 par Paul Picquet
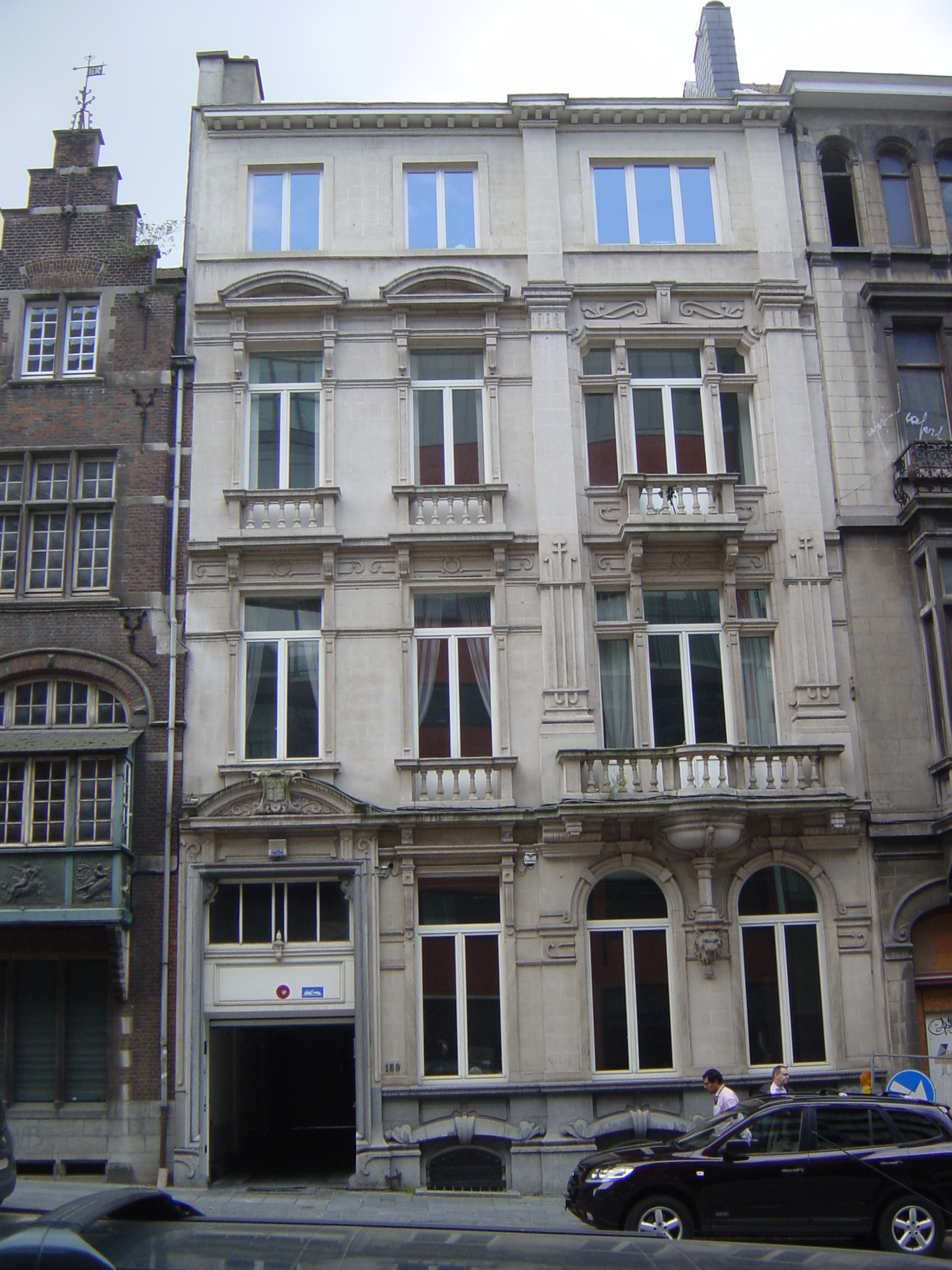
Rue Belliard 159
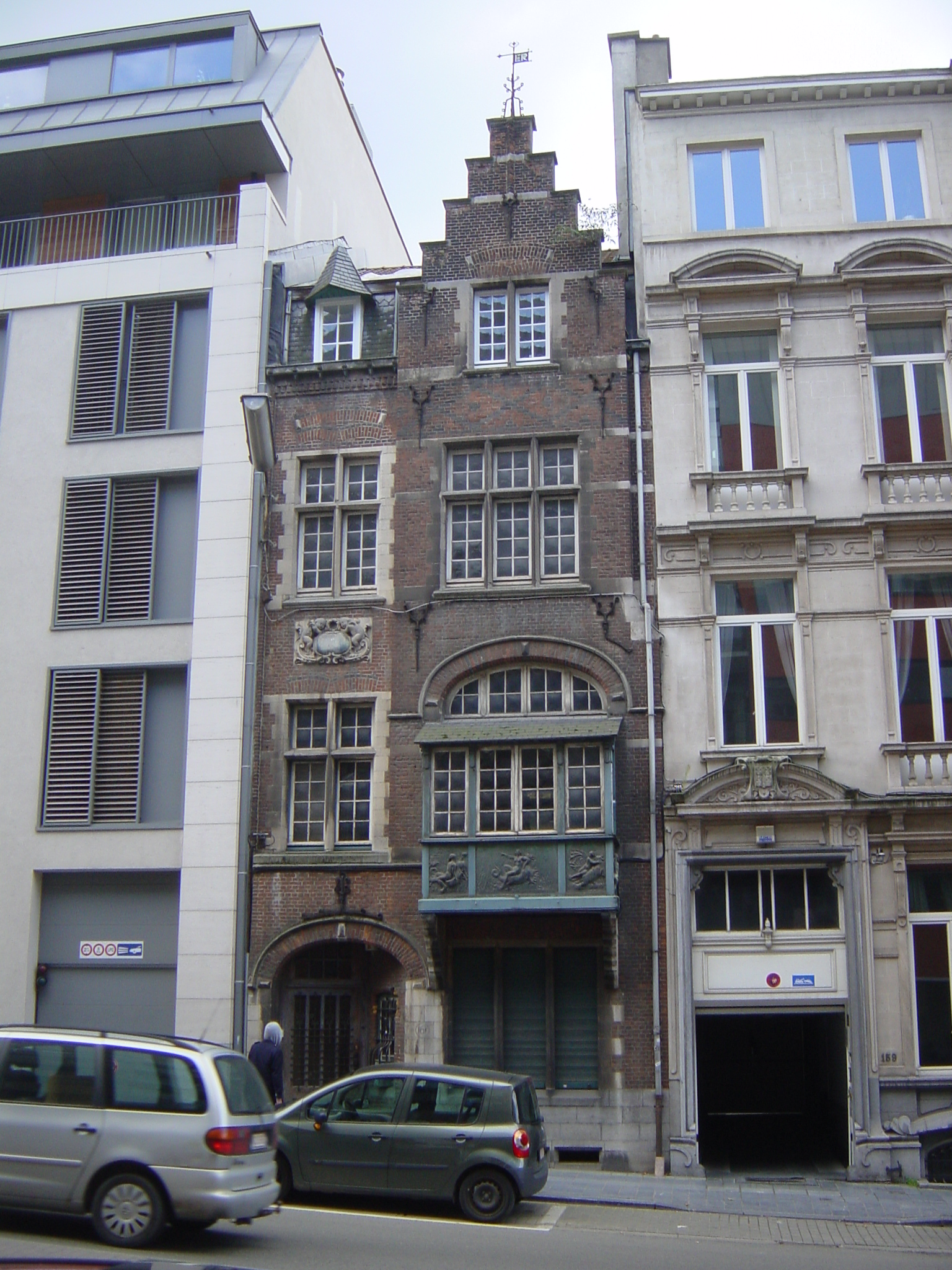
Rue Belliard 161